# いちごさん
いちごさんはイチゴのブランド名。登録品種名は佐賀i9号である。佐賀県が開発した。

## 特徴
果実はかなり大きく、卵円形の縦長。果皮の色は赤く、光沢も強い。やよいひめと比較してた場合、果皮の色はより赤い。
さがほのかと比較して収量性が20%増量している。
佐賀県では、さがほのかからの品種更新を推進しており、2021年には佐賀県内のイチゴ生産の95パーセントがいちごさんとなっている。

## 経緯

### 品種開発
2010年の日本は、後に「未曾有の大不況」と評されるような景気が著しく落ち込んでいた。肉、魚、野菜などは必需食品であるが、イチゴは嗜好的側面も大きく、取引価格は大幅に下落した。この当時に佐賀県のイチゴ農家の力であったさがほのかも価格は低迷しており、県内各イチゴ農家は廃業の危機に晒されていた。これに対し、「いちご次世代品種緊急開発プロジェクト」を立ち上げ、2010年より開発を行った。
日本全国の様々なイチゴを比較研究し、既存品種との差別化を図るべく、「イチゴ感の強い赤色」、「確かな美味しさ」、「十分な収穫量」の3条件を新品種の目標に掲げた。様々な品種を交配させ、その試験株の中から条件に適うものを選別していく工程は6年繰り返された。以前は佐賀県農業試験研究センター内のみで品種開発を行っていたが、「いちご次世代品種緊急開発プロジェクト」では県内イチゴ農家や県内農業協同組合関係者も加わり、評価を積み上げていく方法で品種開発が行われている。2013年より生産力検定と現地試験を行い、2014年の市場評価を経て、2016年に品種登録を出願。2017年に佐賀i9号の品種登録、ならびにいちごさんの商標登録を行っている。
「いちごさん」のネーミングは、真っ赤な色と美しい形の外観を活かしたブランド名、長く愛されるイチゴになるような名前を目指し、親しみやすさも考慮して決定された。

### PR施策
2018年秋の発表後、いちごさんの認知度を高めるために、佐賀県では以下のようなPR施策を行っている。
いちごさんバス
ロンドンバスに真っ赤なラッピングを施し、東京都内の名所を巡り、バス車内でイチゴ狩りやアフタヌーンティーが楽しめる。
イチゴ狩りのいちごさんは、茎付きの状態で佐賀県から東京に輸送し、別途用意した苗に吊るしてイチゴ狩りを再現している。
コラボ商品の発売
菓子メーカー、食品メーカーに働きかけ、いちごさんのコラボ商品を発売。
こういったイベントを多くの来場者が訪れ、いちごさんの味を絶賛し、テレビやインターネットメディアも話題を多数取り上げた。

#### いちごさんどう
2022年より、東京都表参道エリアのカフェレストランなどといちごさんがコラボレーションしたいちごさんどうがPR企画として開催されている。
イチゴの旬の時期である冬季に開催していたが、企画に参加する店舗が増えていること、インベントのリピーターも見られるなどもあり、2024年からは夏季にも開催されている。

### 生産状況
上述のPR施策は功を奏し、いちごさんの栽培面積は2019年に63ヘクタールだったものが、2020年には100ヘクタールを超している。取引価格もさがほのかを超えたことで、佐賀県のイチゴ農家の大幅な所得向上したといえる。
佐賀県の発表では、さがほのかなどからのいちごさんへの切り替えが進んでおり、2020年時点の生産者数は569戸と1年目の3倍以上に増え、作付面積は佐賀県内産のイチゴ全体の78パーセントに増えている。
JAさがの発表では、2025年シーズンのいちごさんの作付面積は104.5ヘクタール、約5千トン出荷の見込み。

## 事件

### 登録前の流出
品種登録前となる2017年春ごろに佐賀県農業試験研究センターで働く60代の再任用職員（2018年3月末に退職）が佐賀i9号の苗5株などを職員の高校の同級生に横流しをした。受け取った農家はその苗を増やし、同年夏に近所のイチゴ農家に渡し、その農家がさらに株を増やした。果実のみでなく苗も販売されていることを不審に思った農家からの通報で発覚した。県の調査では売れた苗は5株だったが、行方はつかめていない。
再任用職員は謝罪文を提出したが、金銭の授受がなかったことと2019年時点で外国などに流出した痕跡が確認されていないこと、他の持ち出し事案も確認されなかったことを理由に法的措置を見送っている。

### 盗難
2019年11月と2020年1月に唐津市で、2020年4月には伊万里市で種、種苗の盗難が起きている。2020年5月にも白石町で盗難が発覚している。佐賀県外や日本国外への流出は確認されていない。